# Sarmen Almond
Sarmen Almond es una performer vocal, música y creadora intermedial mexicana. A través de la voz humana establece relaciones con las nuevas tecnologías a partir de la exploración de posibilidades vocales del cuerpo humano como instrumento. Utiliza la técnica de Roy Hart, que implica incorporar el performance vocal, la expresividad del cuerpo y el teatro.

## Trayectoria
Sarmen estudia composición y canto, en 2007 comienza su trabajo cno la tradición Roy Hart. Posteriormente estudios Sonologia en el Conservatorio de Den Haag y la maestría en Sonic Arts en Queen’s University, Belfast, [[Irlanda del Norte]. 
Se ha presentado en México, Aberdeen, Londres, Belfast, Francia, Sevilla, Edimburgo, Praga, Manchester (Luminosidad de Marina Abramovic y Mirror Check de Joan Jonas), Falmouth, Sheffield, La Haya, Utrecht, York, Barcelona y Singapur.
Alquimia Vocal es una plataforma de enseñanza vocal.
Ha participado en proyectos colectivos dentro de las actividades de la colectiva Híbridas y Quimeras en la Ciudad de México, con Jerónimo Naranjo en la obra Piano Suspendido, con la poeta Rocío Cerón, el artista sonoro Fernando Vigueras, Martina Rapponi, la chelista Natalia Pérez Turnert, la pianista Deborah Silberer, Malitzin Cortés, Juan José Rivas, entre otros artistas sonoros nacionales e internacionales.

## Proyectos artísticos
>

### Man In Motion - MIM
Dúo mexicano de música electrónica alternativa integrado por Sarmen Almond y Omar Lied. MIM ha lanzado dos álbumes originales, proyectando una experiencia audiovisual influenciada por el downtempo.
Ha realizado presentaciones en ciudades de México: Guadalajara, Puebla, Morelia, Ciudad de México, Toluca, Cuernavaca e internacionalmente en Londres, Nueva York, París, Utrecht, Berlín, Barcelona, Belfast, entre otras.